# 軽自動車税
軽自動車税（けいじどうしゃぜい）は、日本の地方税法（昭和25年法律第226号）に基づき、軽自動車やオートバイなどに対し、主たる定置場の所在する市町村において、その4月1日現在の所有者（所有権留保つき売買の場合は使用者。以下同じ）に課される税金（地方税・普通税）。

## 概要
軽自動車税は、軽自動車の所有の事実に担税力を見出してその所有者に課税をするもので、財産税的な側面と道路損傷負担金的な側面がある税である。
軽自動車税の対象となる「軽自動車等」とは次のものをいう。
1. 軽自動車：一般的には総排気量660cc以下の三輪および四輪自動車
  - 排気量が660cc以下であっても、規定のサイズ（全長3,400mm以下、全幅1,480mm以下、全高2,000mm以下）を上回ると1.0リッターの登録車（いわゆる白ナンバーの乗用車）扱いでの登録となる（スマート[3]・タタ・ナノなどが該当する）。
2. 原動機付自転車：一般的には総排気量125cc以下の小型自動二輪車、原動機付自転車
3. 二輪の軽自動車：一般的には総排気量125cc超250cc以下のオートバイ
4. 二輪の小型自動車：一般的には総排気量250cc超のオートバイ
5. 小型特殊自動車：一般的には小型のトラクターや農耕車、フォークリフト

賦課期日は4月1日であり、納期は原則として5月中である。自動車税とは異なり、年間課税のみであり、月割額はない。4月2日以降に購入した場合は、当該年度は全額課税されない一方、4月2日以降に廃車した場合、当該年度は全額課税される。また賦課期日の4月1日の所有者に対して課税するものであり、4月2日以降に名義変更を行っても、4月1日時点の所有者に課税される。このため、廃車したら未経過月数分が返金される自動車税とは異なり、一度支払った軽自動車税は一切返金されない。よって、軽自動車などを売却や廃棄する時は3月31日までに登録抹消、購入する時は4月2日登録すると軽自動車税を余分に支払う必要が無い。
自動車税は都道府県が課税するのに対し、軽自動車税は市区町村が課税する。
数段階で設定された中で、軽自動車税での最高額は四輪以上の自家用乗用車（10,800円〜最大19,300円/1年）であり、自家用乗用車が最も高額であるのは自動車税と同様である。ただし、自動車税と比べると自家用乗用車以外の区分（事業用など）との課税額の差は小さい。

## 軽自動車税の歴史
- 1954年（昭和29年） 自転車税と荷車税が統合され、自転車荷車税となる。
- 1958年（昭和33年） 自転車荷車税が廃止され、軽自動車税となる。

## 標準税額
第二次安倍政権（自民党）による、2013年（平成25年）12月12日の平成26年度税制改善大綱により、2015年（平成27年）4月1日以降に新車登録される車両に限って、軽自動車税のみが増税されることが決定された。例えば乗用・自家用の四輪以上軽自動車は、2015年3月以前登録車の課税額の約1.5倍の10,800円の軽自動車税が課税される。また2016年4月1日以降には、新車登録から13年を超過した車両に重課税によるペナルティが課され、三輪が4,600円（従来額の1.25倍）、四輪以上の乗用・業務用が8,200円（従来額の1.5倍）、乗用・自家用が12,900円（従来額の1.8倍）、貨物用・業務用が4,500円（従来額の1.5倍）、貨物用・自家用が6,000円（従来額の1.5倍）となる。

### 2015年4月1日以降の税額
2015年3月31日以前に新規検査が行われた三輪以上の軽自動車については、初度検査より13年間は旧税額が課される。
各市町村において、さらに1.5倍まで増税できるので、下表の税額よりも高くなる市町村もある（最高額は新車登録から13年を超過した軽乗用車の12,900×1.5=19,300円）。
| 車種                                     | 課税対象                                 | 課税対象                                 | 税額（円） | 税額（円） |
| 車種                                     | 課税対象                                 | 課税対象                                 | 事業用     | 自家用     |
| ---------------------------------------- | ---------------------------------------- | ---------------------------------------- | ---------- | ---------- |
| 原動機付自転車                           | 総排気量50cc以下                         | 総排気量50cc以下                         | 2,000円    | 2,000円    |
| 原動機付自転車                           | 二輪                                     | 総排気量50cc超90cc以下                   | 2,000円    | 2,000円    |
| 原動機付自転車                           | 二輪                                     | 総排気量90ccを超えるもの                 | 2,400円    | 2,400円    |
| 原動機付自転車                           | 三輪以上で総排気量20cc以上               | 三輪以上で総排気量20cc以上               | 3,700円    | 3,700円    |
| 軽自動車及び 小型特殊自動車              | 二輪（サイドカー付きのものを含む）       | 二輪（サイドカー付きのものを含む）       | 3,600円    | 3,600円    |
| 軽自動車及び 小型特殊自動車              | 三輪（トライク又は三輪自動車）           | 三輪（トライク又は三輪自動車）           | 3,900円    | 3,900円    |
| 軽自動車及び 小型特殊自動車              | 四輪以上                                 | 乗用（5ナンバー車）                      | 6,900円    | 10,800円   |
| 軽自動車及び 小型特殊自動車              | 四輪以上                                 | 貨物（4ナンバー車）                      | 3,800円    | 5,000円    |
| 二輪の小型自動車（オートバイの項を参照） | 二輪の小型自動車（オートバイの項を参照） | 二輪の小型自動車（オートバイの項を参照） | 6,000円    | 6,000円    |

#### グリーン化税制
2016年4月1日以降、軽自動車についても登録車（自動車税）と同様にグリーン化税制が適用され、排出ガス及び燃費性能の優れた自動車（いわゆる低公害車等）はその性能に応じて税が軽減され、新規検査から一定年数を経過した自動車の税を重課する特例措置（グリーン化税制、グリーン化特例）が実施されている。
新規検査より13年を超過した車両については新税率に対し20%重課される（登録車の貨物車の10%重課、同乗用車の15%重課に対し重課の割合が高いほか、自家用軽乗用車については新税率への移行で50％重課された金額に更に20％重課されるため、事実上は80％の重課税になる）。また、経過年数の正確な把握が困難な250cc以下の二輪車は年式に関係なく一律1.5倍の増税となった。経過年数が把握可能な小型二輪車も同様に増税された。

### 2015年3月31日以前の税額
| 車種                                     | 課税対象                                 | 課税対象                                               | 税額（円） | 税額（円） |
| 車種                                     | 課税対象                                 | 課税対象                                               | 事業用     | 自家用     |
| ---------------------------------------- | ---------------------------------------- | ------------------------------------------------------ | ---------- | ---------- |
| 原動機付自転車                           | 総排気量50cc以下                         | 総排気量50cc以下                                       | 1,000円    | 1,000円    |
| 原動機付自転車                           | 二輪                                     | 総排気量50cc超90cc以下                                 | 1,200円    | 1,200円    |
| 原動機付自転車                           | 二輪                                     | 総排気量90ccを超えるもの                               | 1,600円    | 1,600円    |
| 原動機付自転車                           | 三輪以上で総排気量20cc以上               | 三輪以上で総排気量20cc以上                             | 2,500円    | 2,500円    |
| 軽自動車及び 小型特殊自動車              | 二輪（サイドカー付きのものを含む）       | 二輪（サイドカー付きのものを含む）                     | 2,400円    | 2,400円    |
| 軽自動車及び 小型特殊自動車              | 三輪（トライク又は三輪自動車）           | 三輪（トライク又は三輪自動車）                         | 3,100円    | 3,100円    |
| 軽自動車及び 小型特殊自動車              | 四輪以上                                 | 乗用（5ナンバー車及び、希望ナンバーによる7ナンバー車） | 5,500円    | 7,200円    |
| 軽自動車及び 小型特殊自動車              | 四輪以上                                 | 貨物（4ナンバー車）                                    | 3,000円    | 4,000円    |
| 二輪の小型自動車（オートバイの項を参照） | 二輪の小型自動車（オートバイの項を参照） | 二輪の小型自動車（オートバイの項を参照）               | 4,000円    | 4,000円    |

上述の通り、2016年4月1日以降は新規検査より13年を経過した車両については2015年4月1日以降の税額に増税されたうえ経年車重課を加算された税額となる。

## 自動車重量税との二重課税の問題
自動車重量税は、軽自動車税と同様に「自動車の保有」に対して課税されるため、自動車重量税と軽自動車税は課税原因が同じで、二重課税と見なすことができることから、自動車業界からは自動車重量税の廃止を求められている。

## 自動車税との課税額の比較
軽自動車税は、b:道路運送車両法第4条の規定により登録された自動車に課される自動車税（登録車）と比較して安価である。中でも自家用乗用車（四輪以上）は課税額に大きな開きがある。
以下の比較は全て標準税額での比較である。

### 自家用乗用車
自家用車は課税額の金額差が極めて大きい。
| 軽自動車（四輪）            | 軽自動車（四輪） | 自動車（登録車）        | 自動車（登録車）        | 自動車（登録車）             | 自動車（登録車）             | 自動車（登録車）             | 自動車（登録車）             |
| 軽自動車（四輪）            | 軽自動車（四輪） | 排気量1.0リッター以下   | 排気量1.0リッター以下   | 排気量1.0超〜1.5リッター以下 | 排気量1.0超〜1.5リッター以下 | 排気量1.5超〜2.0リッター以下 | 排気量1.5超〜2.0リッター以下 |
| 軽自動車（四輪）            | 軽自動車（四輪） | 2019年9月30日までの登録 | 2019年10月1日以降の登録 | 2019年9月30日までの登録      | 2019年10月1日以降の登録      | 2019年9月30日までの登録      | 2019年10月1日以降の登録      |
| --------------------------- | ---------------- | ----------------------- | ----------------------- | ---------------------------- | ---------------------------- | ---------------------------- | ---------------------------- |
| 2015年3月31日以前新規検査車 | 7,200円          | 29,500円                | 25,000円                | 34,500円                     | 30,500円                     | 39,500円                     | 36,000円                     |
| 2015年4月1日以降新規検査車  | 10,800円         | 29,500円                | 25,000円                | 34,500円                     | 30,500円                     | 39,500円                     | 36,000円                     |

- 排気量2リッター超については、自動車税を参照。

ただし、国際的に見た場合、日本は自動車税の対象となる自家用乗用車（登録車）への課税額を異常に高く設定しているのであって、決して軽自動車税・事業用自動車が特別に優遇されているわけではない。日本自動車工業会の志賀俊之会長（当時）は、軽自動車への課税額（この当時の段階では自家用軽乗用車は7,200円）が自動車に対する課税額の国際的な水準であるとしている。また、全国軽自動車協会連合会はパンフレットなどで日本の登録車に対する課税額（自動車税）の異常な高額さを国際比較で表しており、「軽自動車の税負担額（当時の7,200円）が国際水準である」と指摘している。

### 事業用・貨物など
自動車税の方が高額ではあるが、自家用乗用車ほどの大差はない。自家用の自動車税は極めて高額であるが、自家用以外（事業用、貨物など）に課される自動車税は自家用乗用車ほど高額ではない。

#### 事業用乗用車
| 軽自動車（四輪）            | 軽自動車（四輪） | 自動車（登録車）      | 自動車（登録車）             | 自動車（登録車）             |
| 軽自動車（四輪）            | 軽自動車（四輪） | 排気量1.0リッター以下 | 排気量1.0超〜1.5リッター以下 | 排気量1.5超〜2.0リッター以下 |
| --------------------------- | ---------------- | --------------------- | ---------------------------- | ---------------------------- |
| 2015年3月31日以前新規検査車 | 5,500円          | 7,500円               | 8,500円                      | 9,500円                      |
| 2015年4月1日以降新規検査車  | 6,900円          | 7,500円               | 8,500円                      | 9,500円                      |

- 排気量2リッター超については、自動車税を参照。

#### 貨物車（トラック）
| 区分   | 軽自動車（四輪）            | 軽自動車（四輪） | 自動車（登録車） | 自動車（登録車）     | 自動車（登録車）     |
| 区分   | 軽自動車（四輪）            | 軽自動車（四輪） | 積載量1トン以下  | 積載量1超〜2トン以下 | 積載量2超〜3トン以下 |
| ------ | --------------------------- | ---------------- | ---------------- | -------------------- | -------------------- |
| 事業用 | 2015年3月31日以前新規検査車 | 3,000円          | 6,500円          | 9,000円              | 12,000円             |
| 事業用 | 2015年4月1日以降新規検査車  | 3,800円          | 6,500円          | 9,000円              | 12,000円             |
| 自家用 | 2015年3月31日以前新規検査車 | 4,000円          | 8,000円          | 11,500円             | 16,000円             |
| 自家用 | 2015年4月1日以降新規検査車  | 5,000円          | 8,000円          | 11,500円             | 16,000円             |

- 積載量3トン超については、自動車税を参照。